# خور بهان
خور بهان هي منطقة تقع اليوم في صحراء النوبة نشأت فيها الحضارة النوبية قبل عشرة آلاف سنة، تعرضت للتصحر منذ ذلك الحين. 
يظن الناس قديما بأنها سكن فيها المهاجرين عند هجرة الرسول مع اصحابة و المؤمنين به للحبشة  